# Lincoln (Illinois)
Lincoln è un comune degli Stati Uniti d'America, situato nell'Illinois, nella contea di Logan, della quale è il capoluogo. Il nome è un omaggio al presidente Abraham Lincoln, che ha insegnato in questa città.